# Jon Bon Jovi
John Francis Bongiovi Jr. (Perth Amboy, Nueva Jersey, 2 de marzo de 1962), conocido por su nombre artístico Jon Bon Jovi, es un músico, compositor, actor, filántropo y productor discográfico estadounidense, famoso por ser el vocalista y líder de la banda de rock Bon Jovi.
Desde 2009 forma parte del Salón de la Fama de los Compositores y desde 2018 del Salón de la Fama del Rock and Roll (en este último como miembro de Bon Jovi). En 2006 la revista Hit Parader lo colocó en el puesto 31 en su lista de Los 100 mejores vocalistas del metal de todos los tiempos, en 2012 se situó en el número 50 en la lista Power 100 de Billboard sobre las 100 personas más influyentes en el negocio de la música, y en 2000 la revista People lo catalogó como la estrella de rock más sexy.
Entre sus principales influencias musicales se encuentran The Beatles, AC/DC, Deep Purple y Bruce Springsteen. También es reconocido por su labor filantrópica en ayuda de las personas necesitadas, que realiza a través de su fundación The Jon Bon Jovi Soul Foundation, creada en 2006.Debido a su trabajo caritativo fue nombrado Persona del Año 2024 por la fundación MusiCares.Por otro lado, es dueño de un equipo de la Arena Football League, los Philadelphia Soul.

## Biografía
Su madre, Carol, fue una de las primeras conejitas de Playboy. Durante el auge de la beatlemanía, se convirtió en una ferviente admiradora de The Beatles y soñaba con que su hijo, Jon Bongiovi, alcanzara una fama similar. Para inculcarle el amor por la música, le regaló su primera guitarra a los siete años. Aunque Bongiovi recibió algunas clases, nunca llegó a disfrutar de ellas y, finalmente, dejó la guitarra abandonada en el sótano. «El sonido que hizo cayendo por los escalones me gustó más que cualquiera de aquellas aburridas clases», afirmó tiempo después. Con 15 años, asistió a un concierto de Bruce Springsteen con sus amigos y, fue entonces, cuando tuvo claro a qué quería dedicarse el resto de su vida: «Voy a ser una estrella de rock». Cuando les comentó a sus amigos que algún día sería famoso y tocaría en el Madison Square Garden estos se rieron de él y le respondieron: «Ya, claro...». Bongiovi retomó sus clases de guitarra con un nuevo profesor, Al Parinello, quien fue muy exigente con él pero a la vez supo inculcarle la pasión por la música. Jon Bon Jovi recordó tiempo después la importancia de esas clases y reconoció que fue una de las mejores cosas que le habían pasado. Cuando Parinello falleció en 1995, el vocalista escribió las iniciales AP en su guitarra acústica en honor a su mentor, algo que continuó haciendo por muchos años. En 1978, el vocalista formó la banda escolar Atlantic City Expressway junto con su compañero de instituto, David Rashbaum, con la que actuó en bailes escolares y algunos bares locales.

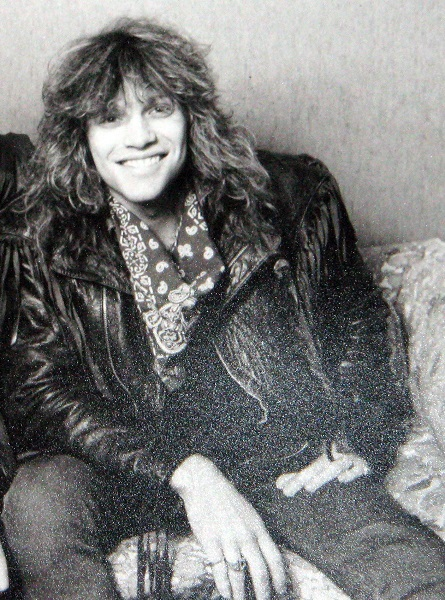
Jon Bon Jovi en 1987.

A finales de 1979, Rashbaum se marchó a estudiar al conservatorio Julliard de Nueva York, y Bongiovi se unió al grupo The Rest –fundado por el guitarrista Jack Ponti– con el que comenzó a escribir sus primeras canciones, entre ellas «Shot Trough The Heart», que años después formaría parte del álbum debut de Bon Jovi. Sin embargo, al no recibir ninguna oferta discográfica, Ponti decidió disolver el grupo.
En 1980, el vocalista se marchó a Nueva York para trabajar como conserje en los estudios Power Station, propiedad de su primo lejano, el productor Tony Bongiovi. Allí pudo ver grabar a grandes artistas como David Bowie, Queen o The Rolling Stones, y conoció personalmente a un gran número de músicos como Steven Tyler de Aerosmith, Aldo Nova o Southside Johnny, entre otros... También aprovechó para escribir canciones en sus ratos libres, que su primo le permitía grabar cuando el estudio se encontraba vacío; estas pistas fueron recopiladas en un álbum y publicadas en 1997 bajo el título The Power Station Years. Envió algunas de esas maquetas a varias discográficas, pero ninguna se interesó en él. Más tarde, se presentó en la emisora de radio neoyorkina WAPP y le mostró el tema «Runaway» al director de la cadena, Chip Hobart, quien decidió incluirlo en su álbum de promoción de artistas locales, Home Grown. La canción resultó ser un éxito radiofónico y pronto se extendió por emisoras de todo el país. Esto llamó la atención de importantes discográficas, como Atlantic Records y PolyGram, que se percataron del potencial comercial de Bongiovi y le presentaron sus ofertas; el músico firmó con esta última.
A partir de entonces, adoptó el nombre artístico de Jon Bon Jovi, tras descartar otros como Johnny Electric, y se puso a buscar miembros para formar una banda: primero contrató a su viejo amigo, el teclista David Rashbaum, luego llegaron el bajista Alec John Such y el batería Tico Torres, y finalmente el guitarrista Richie Sambora. El grupo fue bautizado como Bon Jovi y pronto empezaron a componer sus propias canciones y actuar como teloneros de otras bandas como ZZ Top o Scorpions. Su álbum debut fue lanzado en enero de 1984 e incluyó las canciones «Shot Trough The Heart» y «Runaway». Aunque sus dos primeros trabajos tuvieron un éxito moderado, finalmente dieron el salto al estrellato mundial en 1986 con el disco Slippery When Wet, y en 1988 se consolidaron con New Jersey.

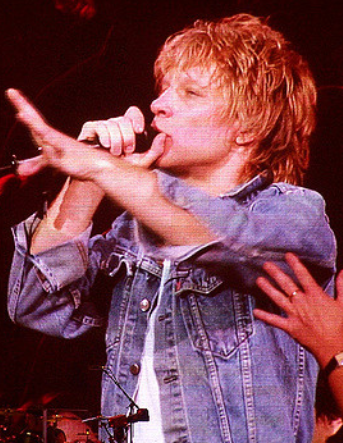
Jon Bon Jovi durante un concierto en 2003.

En 1990 la agrupación hizo un parón y Jon Bon Jovi aprovechó para publicar su primer trabajo en solitario, Blaze of Glory, la banda sonora original de la película Young Guns II. El tema principal, «Blaze of Glory», fue nominado al Óscar a la mejor canción original y premiado con un Globo de Oro a la mejor canción original, además de ser elegida como canción de pop/rock favorita en los American Music Awards. Luego regresó con Bon Jovi y lanzaron los álbumes Keep the Faith en 1992 y These Days en 1995, además del recopilatorio de grandes éxitos Cross Road que incluyó su nuevo éxito «Always». A finales de los años 1990, durante otro parón de la banda, el cantante publicó su segundo álbum en solitario, Destination Anywhere, y también empezó a trabajar como modelo y actor en películas como Little City, Moonlight and Valentino y Destination Anywhere, en la que comparte el protagonismo con la actriz Demi Moore.
En 2000 regresó nuevamente con Bon Jovi a la vez que siguió trabajando como actor; ese mismo año interpretó papeles secundarios en las películas U-571 y Pay It Forward, y en 2002 fue el protagonista de la cinta Vampires: Los Muertos de John Carpenter. Posteriormente, también participó en otras producciones menores como Cry Wolf (2005) y Pucked (2006). Sin embargo, el músico no estaba contento con su trabajo, reconoció ser «un actor horrible» y prometió no grabar más películas, aunque en 2011 volvió a actuar por última vez en la comedia New Year's Eve. Un año después, publicó el sencillo «Not Running Anymore» perteneciente a la banda sonora de la película Stand Up Guys de Al Pacino, por la que recibió una nominación a los Premios Óscar.
Durante la gira This House Is Not For Sale Tour (2017-2019) el vocalista comenzó a recibir críticas por el mal estado de su voz, estas se volvieron especialmente duras tras la minigira Bon Jovi 2022 Tour cuando diferentes medios tacharon su voz de «escandalosamente pobre» o «parece que se le ha olvidado cómo cantar», e incluso Justin Hawkins de The Darkness le recomendó que parara y buscase ayuda. En 2024 Jon Bon Jovi confesó haberse sometido a una operación casi dos años antes para reparar sus cuerdas vocales, que le habían estado lastrando durante la última década, pero reconoció que aún seguía trabajando en intentar mejorar su voz y dejó la puerta abierta a retirarse de los escenarios si no lograba «volver a ser el de antes».

## Vida personal

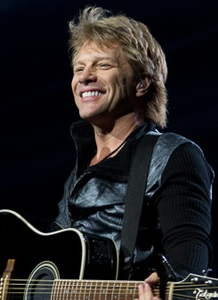
Jon Bon Jovi en un concierto de la gira Because We Can (2013).

En 1985 tuvo un romance con la actriz Diane Lane, de la que el cantante estaba muy enamorado, pero la relación terminó de forma abrupta debido a una infidelidad por parte de ella. Al año siguiente, Jon Bon Jovi le dedicó la canción «You Give Love a Bad Name» (es: Tú le das un mal nombre al amor). El vocalista salió bastante afectado de aquel desamor y recibió el apoyo de su amiga del instituto, Dorothea Hurley, con la que finalmente inició una relación sentimental que se convirtió en un noviazgo. En 1989, durante un parón de la gira New Jersey Syndicate, Jon Bon Jovi y Dorothea Hurley viajaron en secreto a Las Vegas y contrajeron matrimonio el 29 de abril de 1989 en el Graceland Wedding Chapel. Ambos tuvieron cuatro hijos: Stephanie Rose Bongiovi, nacida el 31 de mayo de 1993; Jesse James Louis Bongiovi, nacido el 19 de febrero de 1995; Jacob Hurley Bongiovi, nacido el 7 de mayo de 2002; y Romeo Jon Bongiovi, nacido el 29 de marzo de 2004.
El 29 de abril de 2024 ambos celebraron el 35.º aniversario de su matrimonio y Jon Bon Jovi confesó que eso no habría sido posible sin la «tolerancia» de su esposa:

Me salí con la mía. Lo diré de nuevo ante la cámara. Soy una estrella de rock 'n' roll, no soy un santo. No estoy diciendo que no hubiera 100 chicas en mi vida. Soy Jon Bon Jovi; estuvo bastante bien. (...) Pero si pensabas que alguna vez iba a poner en peligro todo por creer que el narcisista que hay en mí era real, qué cosa tan estúpida. ¿Qué clase de excesos necesita un hombre para alimentar ese fuego? Simplemente no vale la pena. No vale la pena. (...) No tengo ninguna duda de que este mundo gira gracias a ella, a lo que hizo para mantener a los niños bien, a lo que hace para mantenerme bien, a lo que hacemos juntos para mantenernos bien. No hay duda al respecto. Ella no tiene miedo de criticarme por algo, pero también está ahí cuando la llamo, y yo estoy ahí para ella cuando cae, sin importar dónde haya ido en mi carrera, los altibajos, lo hicimos juntos.

## Filantropía

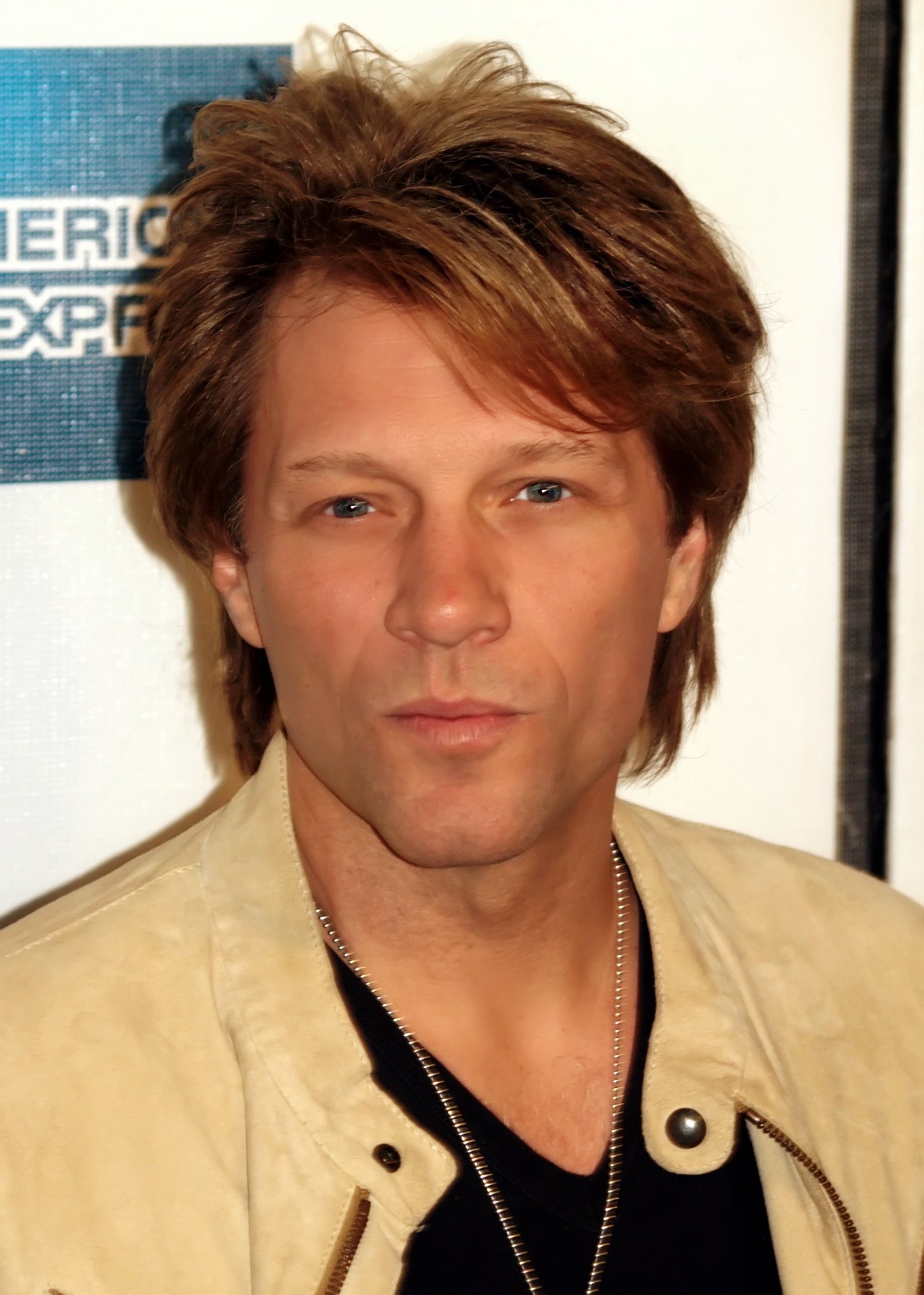
Jon Bon Jovi en el Festival de Cine de Tribeca de 2009 para el estreno de When We Were Beautiful.

Jon Bon Jovi y su mujer, Dorothea Hurley, son una pareja muy comprometida con la solidaridad y ayudar a quienes lo necesitan. Juntos crearon el Soul Kitchen, un restaurante en Nueva Jersey. La particularidad de este espacio es que no es obligatorio pagar. Los que no pueden pagar, pueden contribuir de otra forma; por ejemplo, realizando alguna tarea. Esta iniciativa forma parte de una serie de proyectos que comprenden la construcción de hogares para personas necesitadas y un centro para madres adolescentes y sus hijos, entre otros.
El 2 de febrero de 2024 Jon Bon Jovi fue premiado como «Persona del Año 2024» en la edición 33ª de los premios MusiCares, en reconocimiento a su trabajo filantrópico en ayuda de las personas necesitadas. En la gala de homenaje, presentada por el cómico Jim Gaffigan y celebrada en el Centro de Convenciones de Los Ángeles, el cantante interpretó junto con Bruce Springsteen los temas «The Promiseland» (de Springsteen) y «Who Says You Can't Go Home?» (de Bon Jovi). La ceremonia también contó con las actuaciones de otros artistas que reprodujeron canciones de Bon Jovi: Sammy Hagar y Orianthi Panagaris interpretaron «You Give Love a Bad Name», Jason Isbell y los Goo Goo Dolls hicieron lo propio con «Wanted Dead or Alive» y «This House Is Not For Sale», Melissa Etheridge con «Blaze of Glory», Lainey Wilson con «We Weren't Born to Follow», Damiano David con «Keep The Faith», Shania Twain con «Bed of Roses», entre otros. Al final del concierto todos interpretaron «Livin' on a Prayer» en conjunto para poner punto final al evento. Por otra parte, también asistieron a la gala Paul McCartney, Kylie Minogue y los miembros de Bon Jovi.
El 11 de septiembre de 2024, Jon Bon Jovi logró evitar que una mujer saltara desde el puente peatonal John Seigenthaler, en la ciudad de Nashville (Tennessee), mientras se encontraba grabando un videoclip. En el video, se muestra a la mujer de pie, en la parte exterior de la barandilla del puente, con la intención de saltar desde las alturas, entonces Bon Jovi, junto a una compañera de producción, se aproximan a ella para intercambiar unas palabras, después de un minuto, la mujer decide finalmente no saltar y ambos acaban abrazándola. La policía de Nashville hizo hincapié en la importancia de su rápida intervención y el trato empático que tuvo el artista con la mujer, que fue trasladada a un hospital para recibir atención psicológica.

## Actuación en política
Aunque el registro de votantes indica que Jon Bon Jovi no está afiliado, ha apoyado y realizado giras con muchos políticos demócratas. Contribuyó a la campaña de Al Gore en las elecciones presidenciales de 2000, John Kerry en las elecciones presidenciales de 2004 y Barack Obama en las elecciones presidenciales de 2008. En 2010, Obama nombró a Jon Bon Jovi en el Consejo de Soluciones Comunitarias de la Casa Blanca. Allí se le encomendaron tres funciones clave: reclutar líderes en los sectores sin fines de lucro, privados y filantrópicos para avanzar en objetivos clave de política; proporcionar aportes estratégicos y recomendaciones para ayudar al gobierno federal a promover una mayor innovación y colaboración intersectorial; y honrar y destacar a aquellos que tienen un impacto significativo en sus propias comunidades. Fue galardonado con un doctorado honorífico de Humanidades de la Universidad de Monmouth, West Long Branch, Nueva Jersey, en 2001.
En 2016, Jon Bon Jovi y Lady Gaga decidieron brindar su apoyo a Hillary Clinton, entonando juntos la canción de Bon Jovi ‘Livin’ On a Prayer’ frente a miles de simpatizantes de la candidata, en Carolina del Norte. En octubre de 2024 anunció a través de una publicación en redes sociales su apoyo a Kamala Harris, candidata demócrata a las elecciones generales de Estados Unidos, bajo el argumento de que «La verdad importa. Y la verdad es que el día de las elecciones votaré por @KamalaHarris y @TimWalz porque creo en el poder de nosotros, no en el mío. He escrito una canción para recordarnos que, de muchos, seguimos siendo uno».

## Discografía como solista
- Blaze Of Glory (1990)
- Destination Anywhere (1997).
- The Power Station Years: The Unreleased Recordings (1997, 1999, 2001)

## Filmografía

### Bandas sonoras
- Light of Day 1985 (canción "Only Lonely")
- Spaceballs 1987 (canción "Raise Your Hands")
- Disorderlies 1997 (canción "Edge of a Broken Heart")
- MTV Music Awards 1989 (canción "Livin' On a Prayer/Wanted Dead or Alive")
- Navy SEALs 1990 (canción "Boys are Back in Town")
- Young Guns II 1990 (BSO hecha por Jon Bon Jovi, con colaboración de Little Richard, Elton John, Jeff Beck y Aldo Nova. canciones "Blaze of Glory", "Miracle", "Santa Fe", "Dyin' Ain't Much Of a Livin'")
- The 63rd Annual Academy Awards 2001 (TV) (canción "Blaze of Glory")
- Harley Davidson and the Marlboro Man 1995 (canción "Wanted: Dead Or Alive")
- The Cowboy Way 1994 (canción "Good Guys Don't Always Wear White")
- Destination Anywhere 1997 (canción "Destination Anywhere")
- Armageddon 1998 (canción "Mister Big Time")
- Ed Tv 1999 (canción "Real Life")
- Rock Star 2001 (canción "Livin' on a Prayer")
- Jay and Silent Bob Strike Back 2001 (canción "Bad Medicine")
- America the Beautiful 2001 (TV) (canción "America the Beautiful")
- Avenging Angelo 2010
- Scooby Doo 2: Monsters Unleashed 2004 (canción "Wanted Dead or Alive")
- The Very Best of Cher: The Video Hits Collection 2004 (V) (canción "We All Sleep Alone")
- Wild Hogs 2006 (V) (canción "Lost Highway", "Wanted Dead or Alive")
- "Pesca Mortal" de Discovery Channel 2001–2003 (TV) (Canción "Wanted Dead or Alive")

### Películas
Jon Bon Jovi ha participado como actor en 14 películas. En 2009 confirmó su retirada definitiva como actor en su documental biográfico; When We Were Beautiful, pero en 2011 formó parte del elenco de New Year's Eve.
- The Return of Bruno 1988
- Moonlight & Valentino 1996
- Leading man 1995
- Destination Anywhere 1997
- Homegrown 1998
- Little City 1998
- No Looking Back 1998
- Row Your Boat 1999
- U-571 2000
- Cadena de favores (Pay it Forward) 2000
- Vampires: Los Muertos 2002
- Cry Wolf 2005
- National Lampoon's Pucked 2006
- New Year's Eve 2011

## Series de televisión
- Ally McBeal (fue coprotagonista de la serie en su última temporada (2002); su personaje fue Victor Morrison).
- Sex and the City (aparece como uno de los tantos amoríos equivocados de Carrie Bradshaw (Sarah Jessica Parker). Su personaje fue Seth en el capítulo Games People Play en 1999).
- Las Vegas (aparece en el capítulo Centennial en 2005).
- The West Wing (aparece en el capítulo Welcome to Wherever You Are en 2006, personificándose a sí mismo. El nombre del capítulo toma el nombre de uno de los temas del álbum Have a Nice Day).
- 30 Rock Personificándose a sí mismo en la 4.ª temporada.
- Supernatural En el capítulo 15 de la 3.ª temporada, con la canción "Wanted Dead or Alive".
- "Stranger Things" En el episodio 7 de la segunda temporada suena "Runaway".
- The Vampire Diaries en el episodio 23 de la cuarta temporada suena "Bad Name" y en el episodio 12 de la cuarta temporada suena "Wanted Dead or Alive".

## Premios y nominaciones
Premios Óscar
| Año  | Categoría                         | Película      | Canción          | Resultado |
| ---- | --------------------------------- | ------------- | ---------------- | --------- |
| 1991 | Óscar a la mejor canción original | Young Guns II | «Blaze of Glory» | Nominado  |

Globo de Oro
| Año  | Categoría              | Película      | Canción               | Resultado |
| ---- | ---------------------- | ------------- | --------------------- | --------- |
| 1991 | Mejor canción original | Young Guns II | «Blaze of Glory»      | Ganador   |
| 2012 | Mejor canción original | Stand Up Guys | «Not Running Anymore» | Nominado  |

American Music Awards
| Año  | Categoría                | Canción          | Resultado |
| ---- | ------------------------ | ---------------- | --------- |
| 1991 | Canción de Rock favorita | «Blaze of Glory» | Ganador   |

Brit Awards
| Año  | Categoría               | Resultado |
| ---- | ----------------------- | --------- |
| 1998 | Mejor Artista Masculino | Ganador   |

### Otros premios y reconocimientos
- 1991: ASCAP Film and Television Music Awards: Canciones de Películas Mejor Interpretadas por Blaze of Glory de Young Guns II.[44]
- 1997: Premios Kerrang!: Compositor Clásico.[45]
- 1998: Premios Echo: Mejor Artista Internacional Masculino.[46]
- 2000: People: Estrella de Rock más Sexy.[1]
- 2001: Premio Humanitario del Año por el Banco de Comida de Monmouth & Condados del Océano por su trabajo caritativo en nombre de la gente de Nueva Jersey.
- 2001: Doctorado Honorario en el Grado de Humanidades por la Universidad de Monmouth en Nueva Jersey, por su éxito como intérprete y su trabajo humanitario.[47]
- 2006: Help USA: Premio Honorario.[48]
- 2006: Introducido en el Salón de la Fama del Reino Unido (como miembro de Bon Jovi).[49]
- 2009: Introducido en el Salón de la Fama de Nueva Jersey.[50]
- 2009: Introducido en el Salón de la Fama de los Compositores.[2]
- 2013: Premio Centrepoint otorgado por el príncipe Guillermo de Cambridge por su labor benéfica en la Soul Foundation.[51]
- 2014: Premio Humanitario Marian Anderson.[52]
- 2018: Introducido en el Salón de la Fama del Rock and Roll (como miembro de Bon Jovi).[53]
- 2019: Doctorado honoris causa en Música por la Universidad de Pensilvania.[54]
- 2024: Premiado como “Persona del año 2024” por la asociación MusiCares en reconocimiento a su labor filantrópica en la ayuda a las personas necesitadas.[34]